# KZ-Außenlager Riederloh

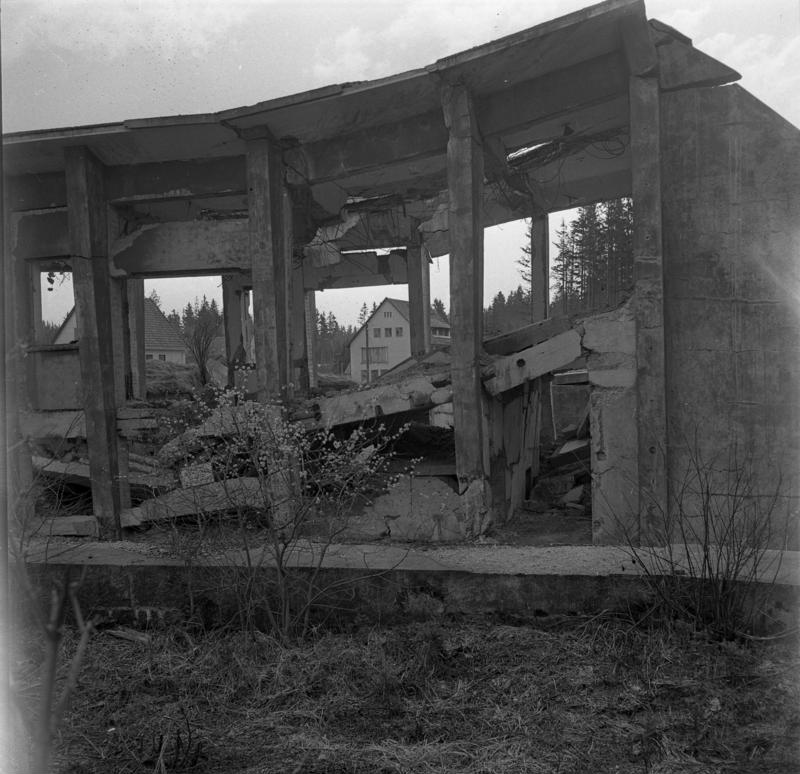
Gesprengte Halle der früheren Munitionsfabrik (Foto 1957)

Das KZ-Außenlager Riederloh (II) war ab September 1944 eines der 169 Außenlager des Konzentrationslagers Dachau in Mauerstetten-Steinholz, mit dem Ziel der Vernichtung durch Arbeit. In den vier Betriebsmonaten durchliefen etwa 1300 jüdische KZ-Häftlinge das Lager, bei der Räumung am 8. Januar waren noch etwa 200 bis 300 am Leben. Das Lager wurde auch als „Riederloh Teillager“ oder „Lager Steinholz“ bezeichnet.
Der gesamte Komplex bestand aus zwei Lagern in Kaufbeuren-Neugablonz und Mauerstetten-Steinholz. Sie versorgten die Schießpulver- und Munitionsfabrik der Dynamit AG (DAG) in Kaufbeuren in Bayern während der Zeit des Nationalsozialismus mit Zwangsarbeitern und KZ-Häftlingen.
Zusätzlich gab es in Kaufbeuren in der Mechanischen Baumwollspinnerei und Weberei von Mai 1944 bis gegen Kriegsende das KZ-Außenlager Kaufbeuren mit teils über 300 KZ-Häftlingen, vor allem eingesetzt in der Zwangsarbeit für BMW.

## Wohn- und Zwangsarbeiterlager Riederloh in Kaufbeuren ab 1939
„Riederloh“ war ein Wohnlager für etwa 2000 Arbeitskräfte, das direkt von der DAG betrieben wurde. Es existierte von 1939 bis 1945 im heutigen Kaufbeurer Stadtteil Neugablonz. Im September 1940 arbeiteten dort knapp 3000 Menschen am Bau der Fabrik. Das Lager befand sich am Südende des DAG-Geländes, es beherbergte die deutschen Beschäftigten der beteiligten Baufirmen während der Bauphase.
Ab Frühjahr 1943 begannen dienstverpflichtete Reichsdeutsche und nicht-deutsche Zwangsarbeiter, hauptsächlich aus Polen und der Sowjetunion sowie italienische Militärinternierte, mit der Produktion von Schießpulver. Im Mittel arbeiteten dort 2000 Personen, im April 1945 noch etwa 1200.

## KZ-Außenlager Riederloh (II) in Mauerstetten ab 1944
„Riederloh II“ war ein KZ-Außenlager des Konzentrationslagers Dachau in Mauerstetten-Steinholz. Es wurde vom 20. September 1944 bis zum 8. Januar 1945 von der SS betrieben. Das Lager befand sich etwa 2 km östlich des Geländes der DAG und war mit dem Ziel der Vernichtung durch Arbeit errichtet worden. Neben vier Wohnbaracken gab es eine Lagerküche sowie Waschräume und Unterkunft für das SS-Lagerpersonal. Der Arbeitseinsatz der Häftlinge erfolgte in der nahegelegenen Zündhütchenfabrik der Dynamit AG, bei der Firma Hebel, bei Waldarbeiten, sowie im Straßen- und Gleisbau.
Die 1.300 jüdischen KZ-Häftlinge stammten hauptsächlich aus Polen und Ungarn. Sie waren nach überstandener Selektion im September 1944 unter anderem aus dem Ghetto Litzmannstadt von Auschwitz nach Kaufbeuren verbracht worden. Mindestens 472 von ihnen kamen in Riederloh II um und wurden am Waldrand in einem Massengrab begraben. Die Todesursachen waren überwiegend Unterernährung und körperliche Schwäche bei gleichzeitiger harter körperlicher Arbeit sowie die äußerst grausame Behandlung durch das SS-Lagerpersonal. Teils wurden Gefangene willkürlich erschlagen, ertränkt, erschossen, erhängt oder vergiftet.

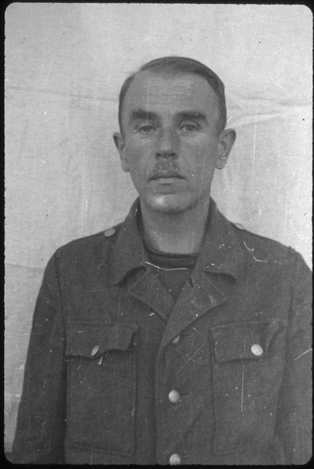
SS-Unterscharführer Albin Gretsch (1945)

Nach der Räumung des Lagers zwischen dem 8. und 11. Januar 1945 wurden die nur etwa 200 bis 300 Überlebenden per Bahn-Transport ins KZ Dachau gebracht und kamen in Quarantäne. Häftlinge, die wieder arbeitsfähig waren, wurden in andere Außenlager des KZ Dachau verbracht. Die verlassenen Baracken von Riederloh II wurden inzwischen mit ukrainischen Zwangsarbeitern belegt.

## Juristische Aufarbeitung
Erster Lagerführer war bis Ende November 1944 SS-Hauptscharführer Wilhelm Wagner, der später – nur wegen anderer Taten – im Dachau-Hauptprozess zum Tode verurteilt und Ende Mai 1946 hingerichtet wurde. Sein Nachfolger und letzter Lagerführer in Riederloh II war SS-Hauptscharführer Edmund Zdrojewski, der später in Krakau zum Tode verurteilt und gehängt wurde.

## Nachnutzung und Gedenken

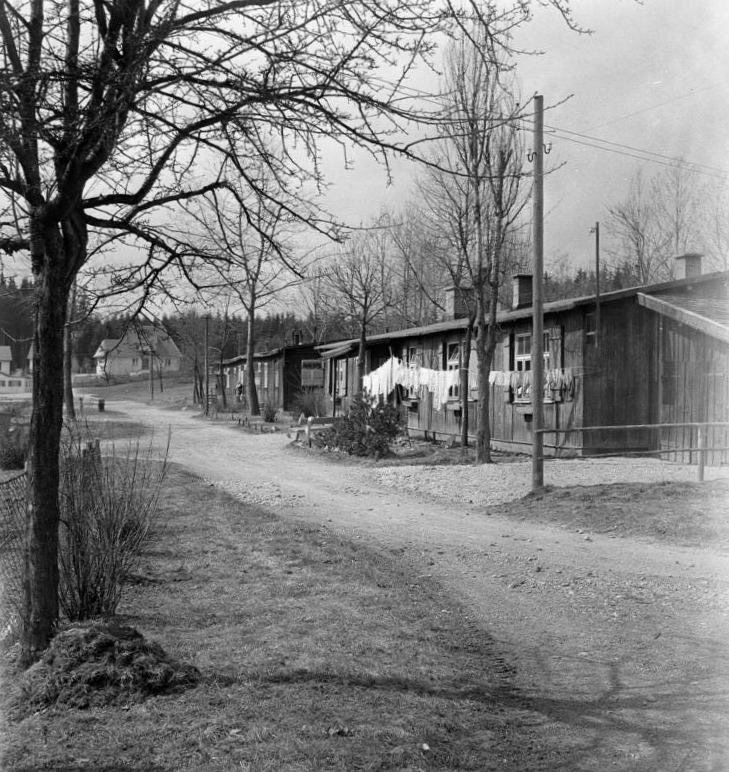
Letzte Baracken der früheren Munitionsfabrik (Foto 1957)

### Zwangsarbeiterlager in Kaufbeuren-Neugablonz
Auf dem Gelände der DAG-Fabrik und des Zwangsarbeiterlagers Riederloh wurden nach 1946 vertriebene Sudetendeutsche aus Gablonz in der Tschechoslowakei angesiedelt.
Ihre Siedlung entwickelte sich zu einem der größeren Stadtteile Kaufbeurens und wurde später Neugablonz genannt. Ohne Nennung des Hintergrunds erinnert seit 1981 ein Gedenkstein in der Grünanlage des dort inzwischen errichteten Altenheims im Riederlohweg 10 an das „Baracken-Lager Riederloh“:
Hier befand sich das im

2. Weltkrieg erbaute

Baracken-Lager Riederloh, 

1946–1954 erste Unterkunft vieler

Heimatvertriebener aus

Gablonz a.N. und dem Isergebirge.
Eine Gedenktafel in der römisch-katholischen Herz-Jesu-Kirche in Neugablonz ehrt zudem die Opfer von vermutlichen Arbeitsunfällen ausländischer „Zivilarbeiter“ des Lagers Riederloh. Psychisch kranke Arbeiter aus dem Lager Riederloh oder Menschen, die einen Nervenzusammenbruch erlitten hatten, wurden in die von Valentin Faltlhauser geleitete Pflege- und Heilanstalt Kaufbeuren-Irsee verbracht und dort in der Aktion Brandt getötet, wenn ihre Genesung innerhalb von vier Wochen nicht erreicht wurde.

### KZ-Außenlager in Mauerstetten-Steinholz

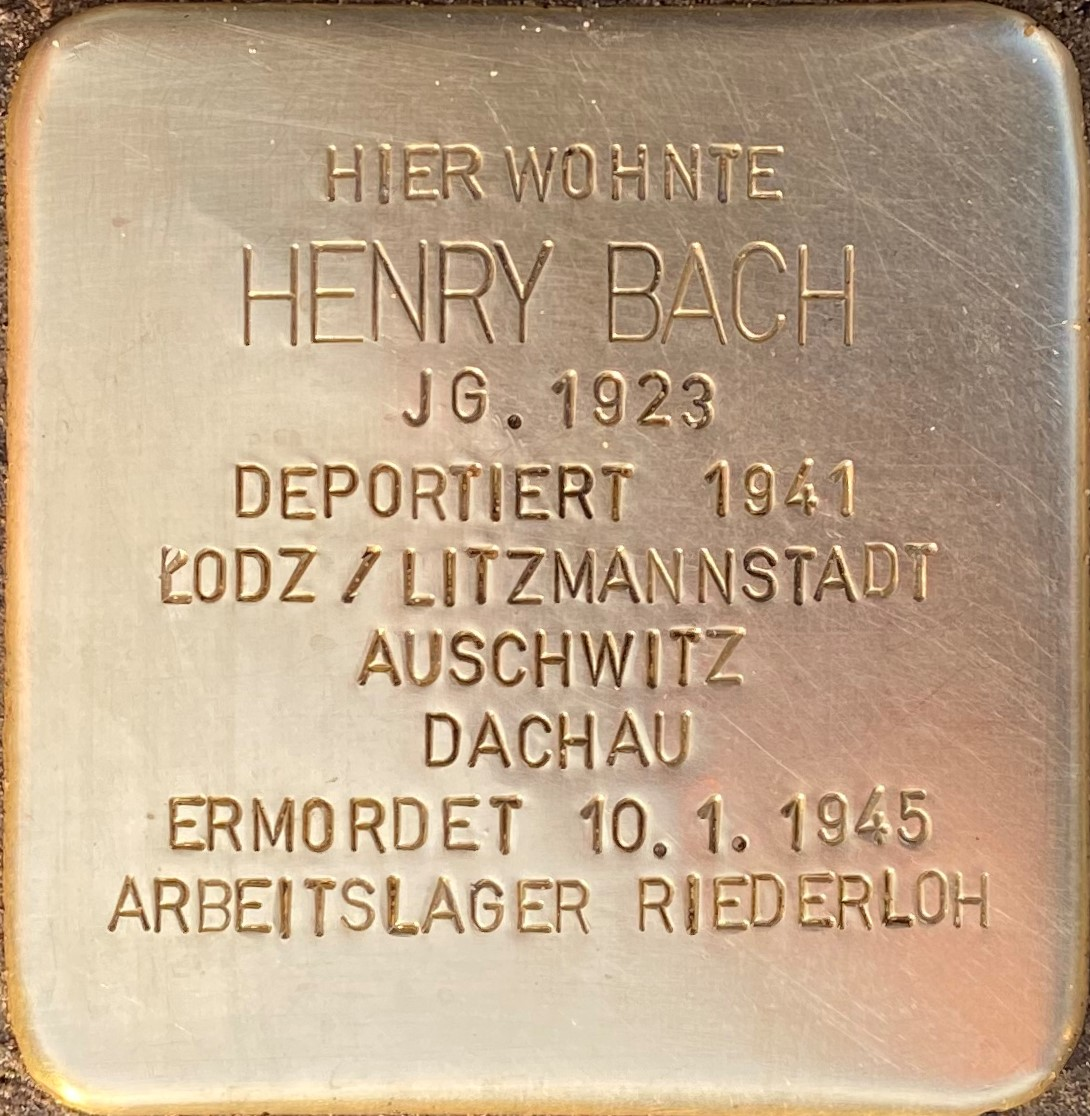
Stolperstein für Henry Bach, der im KZ-Außenlager Riederloh starb (Foto 2020).

Auf den Resten der Fundamente und um das KZ-Außenlager Riederloh II wurden Sudetendeutsche angesiedelt, in den 1950er Jahren der Ortsteil Steinholz der Gemeinde Mauerstetten mit dieser kleineren Siedlung errichtet. Daher wird Riederloh II teils mit dem inoffiziellen Namen „KZ Mauerstetten-Steinholz“ bezeichnet. Im Jahr 2020 hatte Riederloh 71 Einwohner.

#### KZ-Friedhof Mauerstetten-Steinholz
Am Südwestrand von Mauerstetten-Steinholz unweit eines Pflegeheims versteckt am Waldrand befindet sich der KZ-Friedhof Mauerstetten-Steinholz im Bürgermeister-Muhr-Weg. Ein Gedenkstein erinnert seit den 1940er Jahren an die verstorbenen Häftlinge des KZ-Außenlager Riederloh II im dortigen Massengrab:
Brüdergrab von 472 jüdischen Häftlingsopfern

des nazischen Arbeitslagers in Riederloh

bei Kaufbeuren